# Еболи
Еболи (итал. Eboli) је насеље у Италији у округу Салерно, региону Кампанија.
Према процени из 2011. у насељу је живело 26183 становника. Насеље се налази на надморској висини од 96 м.

## Становништво
| 1951.  | 1961.  | 1971.  | 1981.  | 1991.  | 2001.  | 2011.  |
| ------ | ------ | ------ | ------ | ------ | ------ | ------ |
| 20.453 | 25.634 | 25.234 | 31.134 | 33.964 | 35.842 | 38.219 |